# وادي صبرا

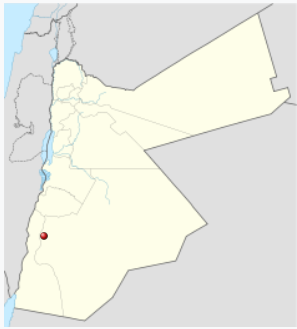
خريطة توضح موقع وادي صبرا، الأردن.

وادي صبرا، هو وادي يقع جنوب الأردن، مشهور بآثاره .
يضم الوادي بين جنباته العديد من المقابر والمنازل غير المحفورة. ويوجد أيضًا أطلال مسرح ومعبد نبطي ونقوش صخرية من العصر البرونزي على طول جدرانه. يقع الوادي على بعد 8 كيلومترات جنوب البتراء .
كان الفرنسي ل. دي لابورد أول أوروبي يصل إلى وادي صبرا، حيث وصل إليه عام 1828.
تقع محطة صبرا للقوافل على الطريق التجاري بين البترا وغزة، وكانت محطة رئيسية لإستقبال المسافرين، حيث كانت تضم مدرجا صغيراً يقابله تلة عليها أبنية بارزة. كما يوجد على امتداد تلك الطريق عبر وادي عربة، محطات صغيرة لخدمة القوافل تعرف بالخانات، وتشمل بير مذكور، عين راحل، قصر المحل، وعبدة.

## ميزات الموقع
يقع وادي صبرا على بعد 6.5 كم جنوب البتراء. كان هذا الموقع النبطي - الروماني المهم محطة قوافل رئيسية ومستوطنة. استوطن فيه البشر بين القرن الأول وأوائل القرن الرابع الميلادي. يشتمل الموقع الآن على العديد من التراكيب المعمارية والمنحوتات الصخرية، مثل المسرح والمرافق المائية ونظام هيدروليكي يقع عند سفح جبل الجاثم (1175 مترًا فوق مستوى سطح البحر). تتوفر في المنطقة رواسب النحاس وخامات الحديد.

## روابط خارجية
- صور أرشيفية لوادي صبرا في أرشيف صور منار الأثر